# Der Herrscher (Tarot)
Der Herrscher ist eine der auch große Arkana genannten Trumpfkarten des Tarot.

## Darstellung
Ein König sitzt auf einem Steinblock und kreuzt seine Beine. In den Händen hält er ein Zepter und einen Reichsapfel, oft sind noch Widdersymbole vorhanden.

## Deutung
Sie symbolisiert den Wunsch nach Macht im persönlichen Nahbereich oder auch die notwendige Akzeptanz, beherrscht zu werden.

## Entsprechungen
- das Tierkreiszeichen Widder
- der hebräische Buchstabe He (ה); im Crowley Thoth Tarot der Buchstabe Tzade (צ)